# Tarsius sangirensis
El tarsero de Sangihe (Tarsius sangirensis) también conocido como tarsero de la isla Sangihe es una especie de primate haplorrino de la familia Tarsiidae que habita la isla Sangir, la cual se ubica a aproximadamente 200 km al noreste de la isla Célebes en Indonesia. Una población del tarsero de Sangihe que habita en la isla Siau ha sido reconocida en 2008 como una nueva especie recibiendo el nombre de Tarsius tumpara.